# Троицкое сельское поселение (Орловская область)
Троицкое се́льское поселе́ние — упразднённое муниципальное образование в Орловском районе Орловской области Российской Федерации.
Административный центр — село Троицкое.
Есть свой строящийся храм (Свято-Троицкий храм в селе Троицкое Орловского района Орловской области).

## История
Статус и границы сельского поселения установлены Законом Орловского области от 28 декабря 2004 года № 466-ОЗ «О статусе, границах и административных центрах муниципальных образований на территории Орловского района Орловской области».
Законом Орловской области от 04.05.2021 № 2596-ОЗ к 15 мая 2021 года упразднено в связи с преобразованием муниципального района в муниципальный округ.

## Население
| 2010  | 2012  | 2013  | 2014  | 2015  | 2016  | 2017  |
| ----- | ----- | ----- | ----- | ----- | ----- | ----- |
| 1137  | ↘1135 | ↗1145 | ↗1148 | ↘1123 | ↘1089 | ↘1084 |
| 2018  | 2019  | 2020  | 2021  |       |       |       |
| ↘1071 | ↘1066 | ↘1042 | ↘1026 |       |       |       |

## Состав сельского поселения
| №  | Населённый пункт | Тип населённого пункта       | Население |
| -- | ---------------- | ---------------------------- | --------- |
| 1  | Большая Деревня  | деревня                      | ↗102      |
| 2  | Дмитровка        | деревня                      | 58        |
| 3  | Дьячье           | посёлок                      |           |
| 4  | Заречье          | посёлок                      | 1         |
| 5  | Карпова          | деревня                      | ↗345      |
| 6  | Новокаменка      | посёлок                      | 6         |
| 7  | Подчёрное        | деревня                      | 8         |
| 8  | Радищево         | деревня                      | 7         |
| 9  | Слободка         | деревня                      | 42        |
| 10 | Смычка           | посёлок                      | 1         |
| 11 | Сомово           | деревня                      | 50        |
| 12 | Троицкое         | село, административный центр | ↘405      |
| 13 | Франтихин        | посёлок                      | 10        |
| 14 | Хитрово          | деревня                      | 15        |
| 15 | Хутор Степь      | деревня                      | 80        |